# 말라반 FC
말라반 반달리 안잘리 풋볼 클럽(페르시아어:  باشگاه فوتبال ملوان بندر انزلى)는 반다르에안잘리를 연고지로 하는 이란의 축구 클럽이다. 말라반 스포츠 문화 클럽 소속이다.

## 선수 명단

### 현역
참고: FIFA 자격 규정에 따라 소속된 국가대표팀 국기를 표시합니다. 선수는 복수의 FIFA 비회원국 국적을 가지고 있을 수 있습니다.
| 번호 | 포지션 | 국적 | 이름 |
| ---- | ------ | ---- | ---- |

| 번호 | 포지션 | 국적 | 이름 |
| ---- | ------ | ---- | ---- |

## 역대 감독
| 감독            | 임기        |
| --------------- | ----------- |
| 드라간 스코치치 | 2013 ~ 2014 |
| 마지아르 자레   | 2020 ~ 2023 |
| 마지아르 자레   | 2024 ~      |